# Диб, Мухаммед
Муха́ммед Диб (араб. محمد ديب‎, фр. Mohammed Dib, 21 июля 1920, Тлемсен — 2 мая 2003, Ла-Сель-Сен-Клу) — алжирский прозаик, драматург, поэт, автор более 30 романов, а также многочисленных рассказов, стихов и детской литературы на французском языке. Один из самых плодотворных и известных алжирских писателей. Его работы описывают историю Алжира XX столетия, уделяя особое внимание в борьбе Алжира за независимость.

## Биография
Диб родился в Тлемсене, западный Алжир, около границы с Марокко, в обедневшей семье среднего класса. После потери отца, Диб в 15 лет начал писать стихи. В 18 лет он начал работать учителем в соседнем городе Уджда, Марокко. В 1920—1930-е годы работал ткачом, учителем, бухгалтером, переводчиком (для французских и британских военных), а также журналистом в «Alger Républicain» и коммунистической газете «Liberté». В течение этого периода он также изучал литературу в Алжирском университете. В 1952, за два года до Алжирской революции, он женился на француженке, вступил в Алжирскую коммунистическую партию и посетил Францию. В том же самом году он издал свой первый роман «La Grande Maison» («Большой Дом»).
В 1959 году он был выслан из Алжира французскими властями за поддержку независимости Алжира, а также в связи с успехом его романов (в которых описывалась непростая жизнь алжирцев под гнётом французов). Вместо переезда в Каир по примеру многих алжирских националистов ему помогли остаться во Франции. С 1967 он жил в Ла-Сель-Сен-Клу вблизи Парижа.
С 1976—1977 Диб работал преподавателем в Калифорнийском университете Лос-Анджелеса. Был профессором в Сорбонне и в Московском государственном университете. В последующие годы он часто посещал Финляндию, где написал несколько своих поздних романов. Умер в Ла-Сель-Сен-Клу 2 мая 2003.

## Творчество
Его дебютный роман «Большой Дом» («La Grande Maison») является первой частью трилогии о крупной алжирской семье. Основной герой, Омар, является молодым мальчиком, выросшим в бедности в Алжире накануне Второй мировой войны. Вторая часть, «Пожар» («L’Incendie») изданная в том же самом году описывала жизнь Омара во время второй мировой войны. Заключительная часть трилогии, «Ремесло ткача» («Le Métier à tisser») описывает взрослую жизнь работяги Омара. Трилогия была частично автобиографична. 
С 1985—1994 он пишет полуавтобиографический роман о посещении уроженцем Северной Африки северных стран, о взаимоотношениях этого человека с северной женщиной и о посещении их совместным ребенком родины отца. Диб также помог перевести на французский язык несколько финских книг:
- La grande maison (1952);
- L’incendie (1954);
- Au café (1957);
- Le métier à tisser (1957);
- Baba Fekrane (1959);
- Un Éte africain (1959);
- Ombre gardienne (1961);
- Qui se souvient de la mer (1962);
- Cours sur la rive sauvage (1964);
- Le talisman (1966);
- La danse du roi (1968);
- Formulaires (1970);
- Dieu en barbarie (1970);
- Le Maitre de chasse (1973);
- L’histoire du chat qui boude (1974);
- Omneros (1975);
- Habel (1977);
- Feu beau feu (1979);
- Mille hourras pour une gueuse (1980);
- Les terrasses d’Orsol (1985);
- O vive — poèmes (1987);
- Le sommeil d’Eve (1989);
- Neiges de Marbre (1990);
- Le Désert sans détour (1992);
- L’infante Maure (1994);
- L’arbre à dires (1998);
- L’Enfant-Jazz (1998);
- Le Cœur insulaire (2000);
- The Savage Night (2001) (trans. by C. Dickson);
- Comme un bruit d’abeilles (2001);
- L.A. Trip (2003);
- Simorgh (2003);
- Laezza (2006).